# Clarence Lemuel Elisha Moore
Clarence Lemuel Elisha Moore, meist C. L. E. Moore zitiert, (* 12. Mai 1876 in Bainbridge (Ohio); † 5. Dezember 1931) war ein US-amerikanischer Mathematiker, der sich mit Geometrie befasste und Hochschullehrer am Massachusetts Institute of Technology (MIT) war.

## Leben
Moore studierte an der Ohio State University mit dem Bachelor-Abschluss 1901 und an der Cornell University mit dem Master-Abschluss 1902 und der Promotion 1904 bei Virgil Snyder (Classification of the surfaces of singularities of the quadratic spherical complex). Es folgte ein Auslandsaufenthalt an den Universitäten Göttingen, Turin (bei Corrado Segre) und Bonn (bei Eduard Study). Ab 1904 war er am MIT als Instructor und später Professor. Er blieb dort bis zu seinem Tod infolge einer Operation.
Am MIT war Moore 1920 einer der Gründer des MIT Journal of Mathematics and Physics.
Moore befasste sich mit Algebraischer Geometrie, Projektiver Geometrie und euklidischer Differentialgeometrie, zum Beispiel Rotationsflächen und Minimalflächen in höherdimensionalen Räumen. Zuletzt befasste er sich mit Riemannscher Geometrie in höheren Dimensionen. Er hatte wie Gregorio Ricci-Curbastro, den er bewunderte, ein Interesse an formalen Entwicklungen im Kalkül der Differentialgeometrie und veröffentlichte in diesem Zusammenhang mit Henry Bayard Phillips zur Vektoranalysis.
1914 wurde Moore in die American Academy of Arts and Sciences gewählt. Ihm zu Ehren ist die Institution des Moore-Instructors am MIT benannt.